# Скрипочка, Олег Иванович
Олег Иванович Скри́почка (род. 24 декабря 1969, Невинномысск, Ставропольский край) — российский космонавт. Летчик-космонавт Российской Федерации, Герой Российской Федерации (2011).
Бортинженер космического корабля «Союз ТМА-01М» и экспедиций МКС-25/26 (2010—2011).
Бортинженер космического корабля «Союз ТМА-20М» и экспедиций МКС-47/48 (2016).
Командир космического корабля «Союз МС-15», бортинженер экспедиции МКС-61, командир МКС-62 (с 2019).

## Образование
Родился в семье военнослужащего в Невинномысске, учился в школах Запорожья и Петропавловска-Камчатского, в 1987 году окончил физико-математическую школу № 28 Запорожья. Олег был членом запорожского экспериментального отряда юных космонавтов, основанного Владимиром Кириченко, принимал участие в двух Малых Королёвских чтениях, проводимых при МВТУ.
В 1993 году окончил МГТУ им. Н. Э. Баумана по специальности «летательные аппараты» (кафедра «Космические аппараты и ракеты-носители» в подмосковном Королёве).

## Работа
Работать в НПО «Энергия» Олег Скрипочка начал ещё будучи студентом, сначала слесарем-испытателем (1987—1990), затем техником (1990—1993). Окончив вуз, стал работать инженером проектного отдела. Через три года перешёл в отдел, занимавшийся разработкой и эксплуатацией наземного оборудования для подготовки транспортных, транспортно-грузовых кораблей и разгонных блоков ДМ.

## Космическая подготовка
После прохождения обследования в ИМБП был признан годным к спецтренировкам и 28 июля 1997 года рекомендован к зачислению в отряд космонавтов РКК «Энергия».
14 октября 1997 года назначен на должность кандидата в космонавты-испытатели отряда космонавтов РКК «Энергия».
В январе 1998 — ноябре 1999 года прошёл общекосмическую подготовку в ЦПК им. Ю. А. Гагарина. Успешно сдав итоговые экзамены, 1 декабря 1999 года получил квалификацию космонавта-испытателя. 9 февраля 2000 года назначен на должность космонавта-испытателя отряда космонавтов РКК «Энергия», после чего приступил к подготовке по программе МКС.
В 2008 году был в составе дублирующего российско-корейского экипажа корабля Союз ТМА-12 и долговременной экспедиции МКС-17.
В июле 2008 года назначен в основной экипаж МКС-25.

### Первый полёт
8 октября 2010 года начался его первый полёт в качестве бортинженера корабля «Союз ТМА-01М» вместе с Александром Калери и Скоттом Келли. 10 октября 2010 года осуществлена стыковка с Международной космической станцией. В ходе полёта проводил множество экспериментов и совершил три выхода в открытый космос (15 ноября 2010 года, 21 января 2011 года, 16 февраля 2011 года) общей продолжительностью 16 часов 39 минут. 16 марта 2011 года космический корабль «Союз ТМА-01М» отстыковался от Международной космической станции и совершил посадку.
Продолжительность полёта составила 159 суток 08 часов 43 минуты 05 секунд.

### Второй полёт
Стартовал 18 марта 2016 года в качестве бортинженера корабля «Союз ТМА-20М» вместе с командиром корабля Алексеем Овчининым и бортиженером Джеффри Уилльямсом.
19 марта в 06:09:58 мск (03:09:58 UTC) корабль пристыковался к малому исследовательскому модулю «Поиск» российского сегмента Международной космической станции. Во время полёта участвовал вместе с А. А. Иванишиным в работе жюри детского творческого конкурса «Знамя Мира в Космосе».

### Третий полёт
В 2017 году был утверждён в качестве командира дублирующего экипажа корабля «Союз МС-10» экспедиции МКС-57/58 (ISS-56S). Олег запланирован капитаном на корабле Союз МС-12 в марте 2019 года участником экспедиции МКС-59/60.
25 сентября 2019 года в 13:57 UTC стартовал в качестве командира ТПК «Союз МС-15» к международной космической станции.
Статистика
| # | Стартовый корабль | Старт, UTC        | Экспедиция              | Корабль посадки | Посадка, UTC      | Налёт                        | Выходы в открытый космос | Время в открытом космосе |
| - | ----------------- | ----------------- | ----------------------- | --------------- | ----------------- | ---------------------------- | ------------------------ | ------------------------ |
| 1 | Союз ТМА-01М      | 07.10.2010, 23:10 | Союз ТМА-M, МКС-25/26   | Союз ТМА-01М    | 16.03.2011, 07:54 | 159 суток 08 часов 43 минуты | 3                        | 16 часов 39 минут        |
| 2 | Союз ТМА-20М      | 18.03.2016, 21:26 | Союз ТМА-20М, МКС-47/48 | Союз ТМА-20М    | 07.09.2016, 01:13 | 172 суток 03 часа 47 минут   | 0                        | 0                        |
| 3 | Союз МС-15        | 25.09.2019, 13:57 | Союз МС-15, МКС-61/62   | Союз МС-15      | 17.04.2020, 05:16 | 204 суток 15 часов 19 минут  | 0                        | 0                        |
|   |                   |                   |                         |                 |                   | 536 суток 03 часа 49 минут   | 3                        | 16 часов 39 минут        |

1 декабря 2021 года Скрипочка завершил свою карьеру в российском отряде космонавтов. Он назначен на должность ведущего специалиста методического отдела Центра подготовки космонавтов.

## Почётные награды и звания

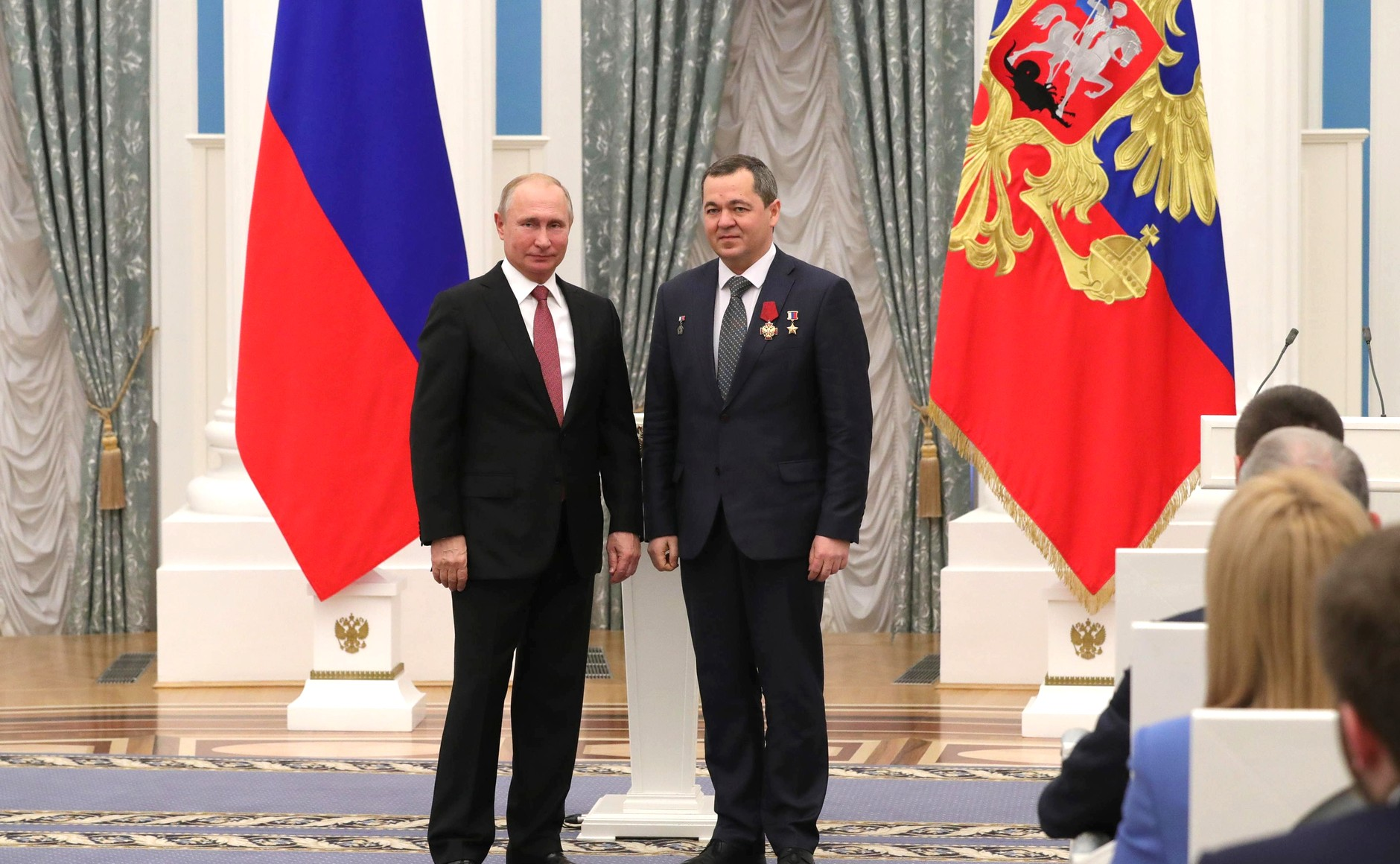
Награждение орденом «За заслуги перед Отечеством» IV степени, 2018 год

- Герой Российской Федерации и Лётчик-космонавт Российской Федерации (12 апреля 2011 года) — за мужество и героизм, проявленные при осуществлении длительного космического полёта на Международной космической станции[14];
- орден «За заслуги перед Отечеством» III степени (1 октября 2021 года) — за большой вклад в развитие пилотируемой космонавтики и мужество, проявленное при осуществлении длительного космического полёта на Международной космической станции[15];
- орден «За заслуги перед Отечеством» IV степени (16 сентября 2017 года) — за мужество и высокий профессионализм, проявленные при осуществлении длительного космического полёта на Международной космической станции[16];
- знак преподобного Сергия Радонежского (Московская область, 15 января 2021 года) — за особо плодотворную государственную, благотворительную и общественную деятельность на благо Московской области[17];
- Почётный гражданин города Запорожье (2011) — за повышение статуса города Запорожье в мире, значительный личный вклад в укрепление международного сотрудничества в космической сфере, учитывая его заслуги в развитии космонавтики[18]. В 2022 году депутаты городского совета голосовали о лишении почётного гражданства, однако не набрали достаточного количества голосов для принятия решения[19].
- Почётный гражданин города Невинномысск (2019)[20].

## Семья
Олег Скрипочка женат. Дочь Дарья (2005) и сын Денис (2008).

## Увлечения
Парашютный спорт, велотуризм. Радиолюбительский позывной Олега Скрипочки — RN3FU.